# AfD Niedersachsen
Die AfD Niedersachsen ist der niedersächsische Landesverband der rechtspopulistischen und rechtsextremen Partei Alternative für Deutschland (AfD). Er wird als Verdachtsobjekt vom niedersächsischen Verfassungsschutz beobachtet. Der Landesverband wird seit April 2024 von Ansgar Schledde als Landesvorsitzendem geführt.

## Geschichte

### 2013: Gründung und Bundestagswahl 2013
Der niedersächsische Landesverband der AfD wurde am 1. Mai 2013 in Lüneburg gegründet. Während der Gründungsversammlung wurde der Diplom-Volkswirt Ulrich Abramowski von rund 450 anwesenden Mitgliedern zum ersten Landesvorsitzenden gewählt. Zum Spitzenkandidaten der Landespartei bei der Bundestagswahl 2013 wurde der damalige Co-Bundessprecher Bernd Lucke einstimmig gewählt. Bei der Wahl entfielen 1,9 % der Erst- und 3,7 % der Zweitstimmen aus Niedersachsen auf die AfD.

### 2013–2017: Ära Hampel, zunehmende innerparteiliche Streitigkeiten, Bundes-/Landtagswahl 2017 und Einzug in den Landtag
Nach Rücktritten zweier Vorstandsmitglieder im Oktober 2013 wurde auf einem außerordentlichen Landesparteitag am 23. November 2013 ein elfköpfiger neuer Landesvorstand unter Vorsitz von Armin-Paul Hampel gewählt. Nach anfänglicher Unterstützung des Kurses von Co-Bundessprecher Lucke wurde Anfang Januar 2015 u. a. von Kreisvorständen innerhalb des Landesverbandes eine Initiative Bürgerliche AfD gegründet, die eine „neoliberale“ Ausrichtung der Partei ablehnte, eine „konservative und werteorientierte“ Politik unterstützte sowie Meinungsvielfalt und Basisdemokratie in der Partei forderte. Sie wurde von einigen Landesvorstandsmitgliedern, davon vom Vorsitzenden Hampel, unterstützt. Nach dem außerordentlichen Parteitag im März 2015 wurden weitere Unterstützer der Initiative in den Landesvorstand gewählt. Alle von Lucke unterstützten Kandidaten fielen durch. Die Initiative unterstützte weder die Erfurter Resolution noch die Deutschland-Resolution und lehnte alle Spaltungsversuche insbesondere den Weckruf 2015 ab. Nach dem Essener Bundesparteitag stellte die Initiative die Aktivitäten ein. Der Landesvorstand forderte nach dem Essener Parteitag den sofortigen Parteiaustritt von Bernd Lucke. Danach kam es auf der Kreisebene verstärkt zu Parteiaustritten von Funktionären und Mitgliedern.
Erste Streitigkeiten innerhalb des Landesvorstandes führten zum Rücktritt des stellvertretenden Vorsitzenden Jens Wilharm. Auf einem Landesparteitag im Juni 2016 wurde Astrid zum Felde zur neuen stellvertretenden Landesvorsitzenden gewählt. Nachdem auf dem Parteitag einige Satzungsänderungen und ein Entwurf des Landesvorstandes zur Finanz- und Beitragsordnung seitens der Mitglieder abgelehnt worden war, schloss Hampel einen Rücktritt nicht aus.
Bei den Kommunalwahlen 2016 erreichte die Landespartei ein Ergebnis von 7,8 % der Stimmen. Nach diesem enttäuschenden Ergebnis nahmen die innerparteilichen Streitigkeiten zu. Im Januar 2017 forderten elf Kreisverbände einen außerordentlichen Parteitag, bei dem Abwahlanträge gegen die meisten Mitglieder des Landesvorstandes behandelt werden sollten. Nachdem zwei Kreisverbände kurzfristig ihre Zustimmungen zurückzogen, wurde der Parteitag abgesagt. Der Kreisverband Göttingen und dessen Vorsitzende Dana Guth äußerten Kritik am Führungsstil, nachdem der Landesvorstand die Aufnahme von neuen Mitgliedern unter dem Vorwurf der Offenheit gegenüber Rechtsextremisten untersagt hatte. Ebenfalls kritisierten weitere 13 von 31 Kreisverbänden den Landesvorsitzenden und machten eine „Führungskrise“ aus. Anstatt des außerordentlichen Parteitags wurde die Landeswahlversammlung zur Wahl der Landesliste zur Bundestagswahl 2017 geplant, die aufgrund der Überschreitung der Einladungsfrist zunächst vom Landesschiedsgericht verboten, jedoch vom Bundesschiedsgericht wieder zugelassen wurde. Hampel wurde am 3./4. Februar 2017 mit 89 % der Stimmen zum Spitzenkandidaten der Landespartei gewählt. Die ferngebliebenen Kritiker kündigten eine gerichtliche Anfechtung der Wahl an. Die Landesliste wurde am darauffolgenden Wochenende vervollständigt.
Auf einem Landesparteitag am 25./26. März 2017 wurde Armin-Paul Hampel mit knapp 57 % der Stimmen in einer Kampfabstimmung gegen zwei Gegenkandidaten, Dana Guth (23 %) und Siegfried Reichert (21 %), wiedergewählt, nachdem eine Aussprache mit den Kritikern auf Antrag des Landesvorstandes von der Tagesordnung gestrichen wurde. Seinen Kritikern warf Hampel eine gezielte „Unterwanderung“ der Partei durch „Maulwürfe“ oder „U-Boote“ vor. Guth forderte die Wiederholung der umstrittenen Landeswahlversammlungen. Die stellvertretende Vorsitzende Astrid zum Felde und der Schatzmeister Bodo Suhren wurden nicht wiedergewählt, während der Vorsitzende der Landesprogrammkommission Uwe Wappler zum Beisitzer gewählt wurde, der intern zu einer „Operation Trappenjagd“ aufrief, die die Abwahl oder Rücktritt eines Kreisvorsitzenden durch die gezielte Störung dessen Wahlkampfveranstaltungen und dessen Insolation vorsah.
Im Juni 2017 wurde öffentlich bekannt, dass die Landesliste bis dahin nicht bei der Landeswahlleiterin eingereicht wurde. Der Landesvorstand veröffentlichte daraufhin zwei mutmaßlich gefälschte Antwortschreiben der Landeswahlleiterin, die den Eingang der Landesliste im März 2017 bestätigen sollten. Wegen des Fälschungsverdachts schaltete die Wahlleiterin und der Landesvorstand die Staatsanwaltschaft ein. Letzterer teilte mit, dass das Schreiben mit der Landesliste an die Landeswahlleiterin gestohlen und ein fingiertes Antwortschreiben an die Landespartei zurückgeschickt wurde, und reichte die Landesliste mit einem Treffen mit der Landeswahlleiterin ein. Der Bundesvorstand forderte, die Landeswahlversammlung zu wiederholen und damit eine neue Landesliste aufzustellen. Am 28. Juli 2017 teilte die Landeswahlleiterin die Zulassung der Landesliste mit. 2019 akzeptierte der ehemalige AfD-Landesschriftführer einen Strafbefehl über 1800 Euro wegen Urkundenfälschung. Er wollte vertuschen, dass er eine fristgerechte Abgabe der Landesliste versäumt hatte.
Auf der Landeswahlversammlung zur Wahl der Landesliste zur Landtagswahl 2017 setzte sich Dana Guth mit 56 % der Stimmen gegen den von Hampel unterstützten Kandidaten Maik Schmitz (43 %) durch und wurde zur Spitzenkandidatin gewählt. Ebenfalls wurde Stephan Bothe von Hampel unterstützt, der sich auf Platz 2 mit 51 % der Stimmen durchsetzen konnte.
Neben dem Machtkampf wurden die Wahlkämpfe zur Bundes- und Landtagswahl von der finanziellen Situation des Landesverbandes und von Untersuchungen der Landesgeschäftsstelle durch die Staatsanwaltschaft Lüneburg aufgrund eines Betrugsverdachts gegen Hampel überschattet. Während die Ermittlungen nach nur vier Tagen wegen der Entlastung Hampels „in allen zu prüfenden Punkten“ eingestellt wurden, setzte der Bundesvorstand einen Kredit von 700.000 Euro für die Wahlkämpfe an den Landesverband aus, da dieser 60.000 Euro den Kreisverbänden schuldete. Die Spitzenkandidatin wurde kurz vor der Landtagswahl rechtswidrig aus der Kreistagsfraktion Göttingen ausgeschlossen.
Während bei der Bundestagswahl 8,0 % der Erst- und 9,1 % der Zweitstimmen auf die Landespartei entfielen, so erreichte die AfD bei der Landtagswahl ein Ergebnis von 4,6 % Erst- und 6,2 % Zweitstimmen. Zur Fraktionsvorsitzenden im Landtag wurde einstimmig Guth gewählt.

### 2017–2018: Eskalation des Machtkampfes und Absetzung des Landesvorstandes
Bereits am Abend der Landtagswahl kam es zum Bruch des Landesvorstandes. Sechs Landesvorstandsmitglieder forderten in einem Schreiben an die Kreisverbände einen personellen Neuanfang auf einem außerordentlichen Parteitag. Der Landeskonvent beschloss am 26. November einen Antrag beim Landesvorstand mit der Einrichtung eines Parteitages am 13. und 14. Januar 2018. Jeweils die Hälfte des Vorstandes verschickte dann Einladungen zu Landesparteitagen an unterschiedlichen Orten mit verschiedenen Tagesordnungen und bezeichnete die jeweils andere Einladung als ungültig. Ende Dezember wurden beide Einladungen für Hannover als Ort für den Parteitag versandt. Unter Vermittlung des Bundesvorstandes einigte man sich nun auf die Durchführung eines Sonderparteitages mit einem Antragsbuch, das verschiedene Anträge zur Abwahl einiger Vorstandsmitglieder oder die Neuwahl des gesamten Vorstandes enthielt. Der Parteitag wurde zur Verwunderung aller zwei Tage vor seinem Stattfinden von Hampel abgesagt. Laut diesem habe das Landesschiedsgericht entschieden, dass die parallelen Einladungen aus formalen Gründen nicht rechtsgültig seien und so das Risiko bestehe, dass die Ergebnisse des Parteitages angefochten werden können.
Wenige Tage später entmachtete der Bundesvorstand den gesamten Landesvorstand. Mit Zweidrittelmehrheit wurde beschlossen, die Spitze der AfD Niedersachsen mit sofortiger Wirkung ihres Amtes zu entheben, teilte die Bundespartei mit. Der bis dahin amtierende Landesvorstand habe schwerwiegend gegen die Grundsätze beziehungsweise die Ordnung der Partei verstoßen; es werde zeitnah zu einem Landesparteitag eingeladen, um einen neuen Vorstand zu wählen. Laut AfD-Parteisatzung kann der Bundesvorstand diese Amtsenthebung eines Landesvorstandes durchsetzen. Das Bundesschiedsgericht wies eine Klage Hampels ab, sodass ein dreiköpfiger Notvorstand bestehend aus Dirk Nockemann (Hamburger Landesvorsitzender), Stephan Protschka und Kay Gottschalk (beide Bundesvorstandsmitglieder und MdB) gebildet werden konnte, der die Einberufung eines außerordentlichen Parteitages für März 2018 vorbereiten sollte.

### 2018–2020: Neuer Landesvorstand und Politik im Landtag
Im April 2018 fand ein außerordentlicher Landesparteitag in Braunschweig statt, zu dem ein vom Bundesverband eingesetzter Notvorstand eingeladen hatte. Ein wichtiges Thema war die Sonderkassenprüfung der Finanzen der Landespartei durch den Notvorstand. Der Bundesrechnungsprüfer Christian Waldheim stellte hierbei große Unregelmäßigkeiten fest. So wurden unter dem alten Landesvorstand zwischen 2013 und 2017 insgesamt 27.333 Euro ohne Belege ausgegeben. Waldheim sagte, er hätte den Vorstandsmitgliedern für diese Jahre keine Empfehlung zur Entlastung ausgesprochen. Hampel bestritt die Vorwürfe; alle Abrechnungen seien korrekt gewesen. Ebenfalls kritisierte die Leiterin der Landesgeschäftsstelle Andrea Obeck die Kassenprüfung und warf Waldheim mangelnde Kommunikation vor. Bei der Wahl zum neuen Landesvorstand setzte sich im zweiten Wahlgang Dana Guth in einer Kampfabstimmung gegen den früheren Landeschef Armin-Paul Hampel mit 280 zu 205 von 521 abgegebenen Mitgliederstimmen durch. Auch der Bundestagsabgeordnete Dietmar Friedhoff und das Vorstandsmitglied des Kreisverbandes Helmstedt Stefan Broughman hatten sich im ersten Wahlgang für den Posten beworben.
Auf einem weiteren Parteitag in Oldenburg wurde eine Landessatzung beschlossen. Zudem setzte das Lager um Hampel gegen den Vorstand eine Wiederholung der Sonderkassenprüfung durch einen unabhängigen Wirtschaftsprüfer durch, da sich mittlerweile vermisste Belege für die Ausgaben in Höhe von 27.333 Euro gefunden hätten. Des Weiteren wurde ein vom stellvertretenden Landesvorsitzenden Klaus Wichmann an Parteifreunde ausgearbeitetes, internes Papier bekannt, das anhand von Formulierungsbeispielen beschreibt, was auf Grundlage der Verfassung zu sagen erlaubt ist und was nicht bzw. wie etwas (in sozialen Netzwerken) kommuniziert werden solle, um zu vermeiden, dass der Verfassungsschutz die Partei unter Beobachtung stellt. Besonders bei Äußerungen im Zusammenhang mit der Menschenwürde müsse man vorsichtig sein. Auch entsprechende Schulungen seien geplant.

### Seit 2020: Neuer Landesvorstand mit Kestner als Landesvorsitzenden  und Fraktionsauflösung
Am 12. September 2020 löste auf einem Parteitag in Braunschweig Jens Kestner in einer Stichwahl Dana Guth als Landesvorsitzende der AfD Niedersachsen ab. Es wurde im Anschluss ein komplett neuer Landesvorstand gewählt.
Am 22. September 2020 traten Dana Guth, Jens Ahrends und Stefan Wirtz aus der AfD-Landtagsfraktion aus.
Nachdem die Wirksamkeit der Austritte von der AfD-Fraktion nicht bestätigt wurde, erklärte die Verwaltung des Niedersächsischen Landtags die Fraktion am 29. September 2020 für aufgelöst. Am 31. Oktober 2020 trat Ahrends auch aus der Partei aus. Im Dezember 2020 trat Guth ebenfalls aus. Dennoch wurden bei der Landeswahlversammlung am 5. und 6. Dezember 2020 durchgängig Gegner von Kestner auf die Landesliste für die Bundestagswahl 2021 gewählt und auch Kestner selbst nicht wieder aufgestellt. Bei der Wahl zum Listenplatz 1 setzte sich Joachim Wundrak mit 283 zu 229 Stimmen gegen Hampel durch, bei der Wahl zum Listenplatz 2 Frank Rinck mit 267 zu 236 Stimmen gegen Kestner.

### Landesparteitag 2021

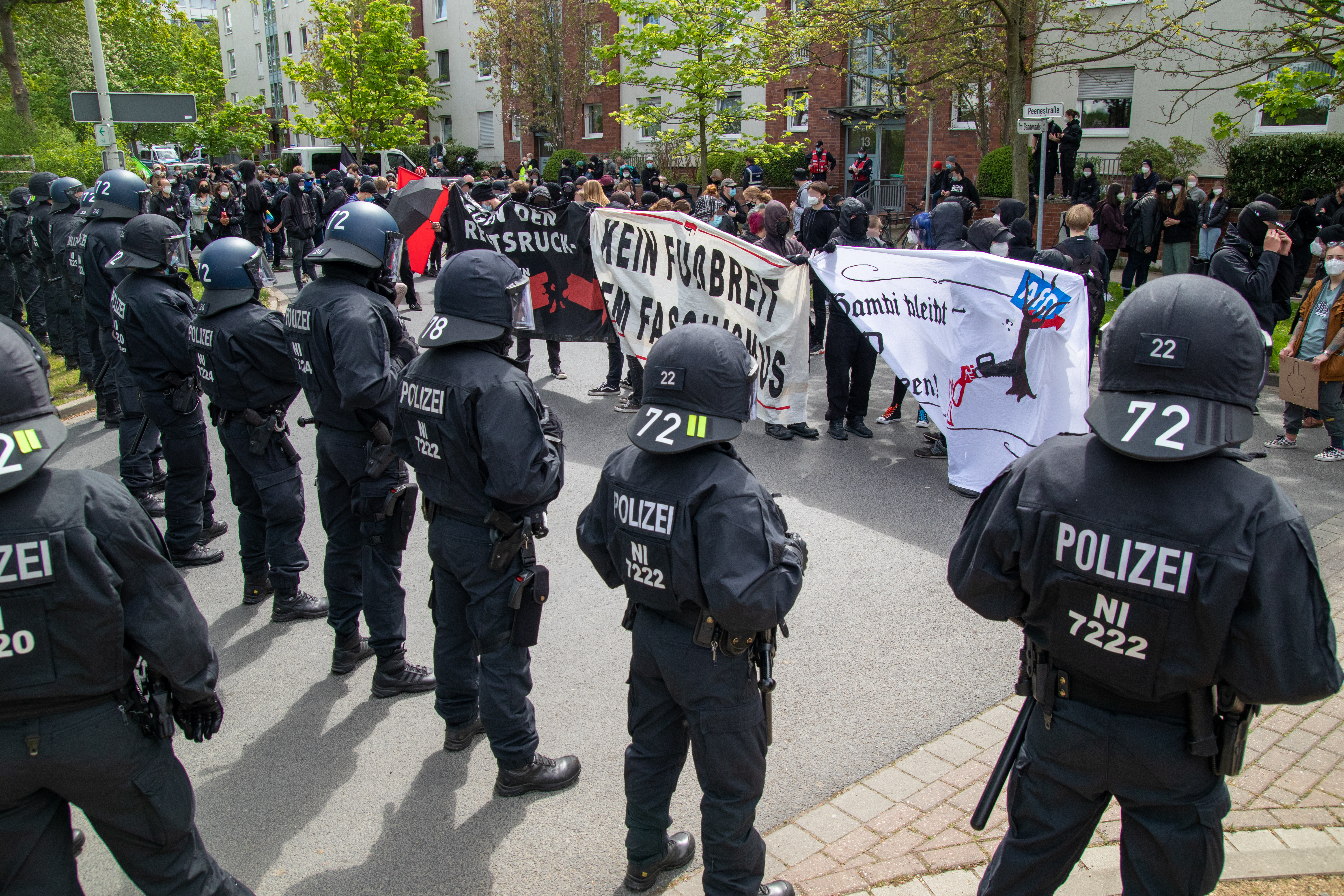
Demonstration gegen den Landesparteitag am 15. Mai 2021 in Braunschweig

Der Landesparteitag der AfD Niedersachsen fand am 15. Mai 2021 während der COVID-19-Pandemie in einem Veranstaltungszentrum in Braunschweig statt und wurde wegen Nichteinhaltung von Infektionsschutzmaßnahmen  abgebrochen. Insgesamt waren 649 Parteimitglieder in der Halle und 14 warteten draußen. Bereits zuvor hatte das Braunschweiger Ordnungsamt an die Einhaltung der Corona-Auflagen erinnert. Zunächst wurden Journalisten hinausgeschickt, dann der Landesparteitag komplett abgebrochen.
Während der Veranstaltung gab es Gegenproteste, bei denen laut der Polizei 450 und laut dem Bündnis Gegen Rechts als Demonstrationsanmelder 800 Menschen teilgenommen haben.

### Landesparteitag 2022

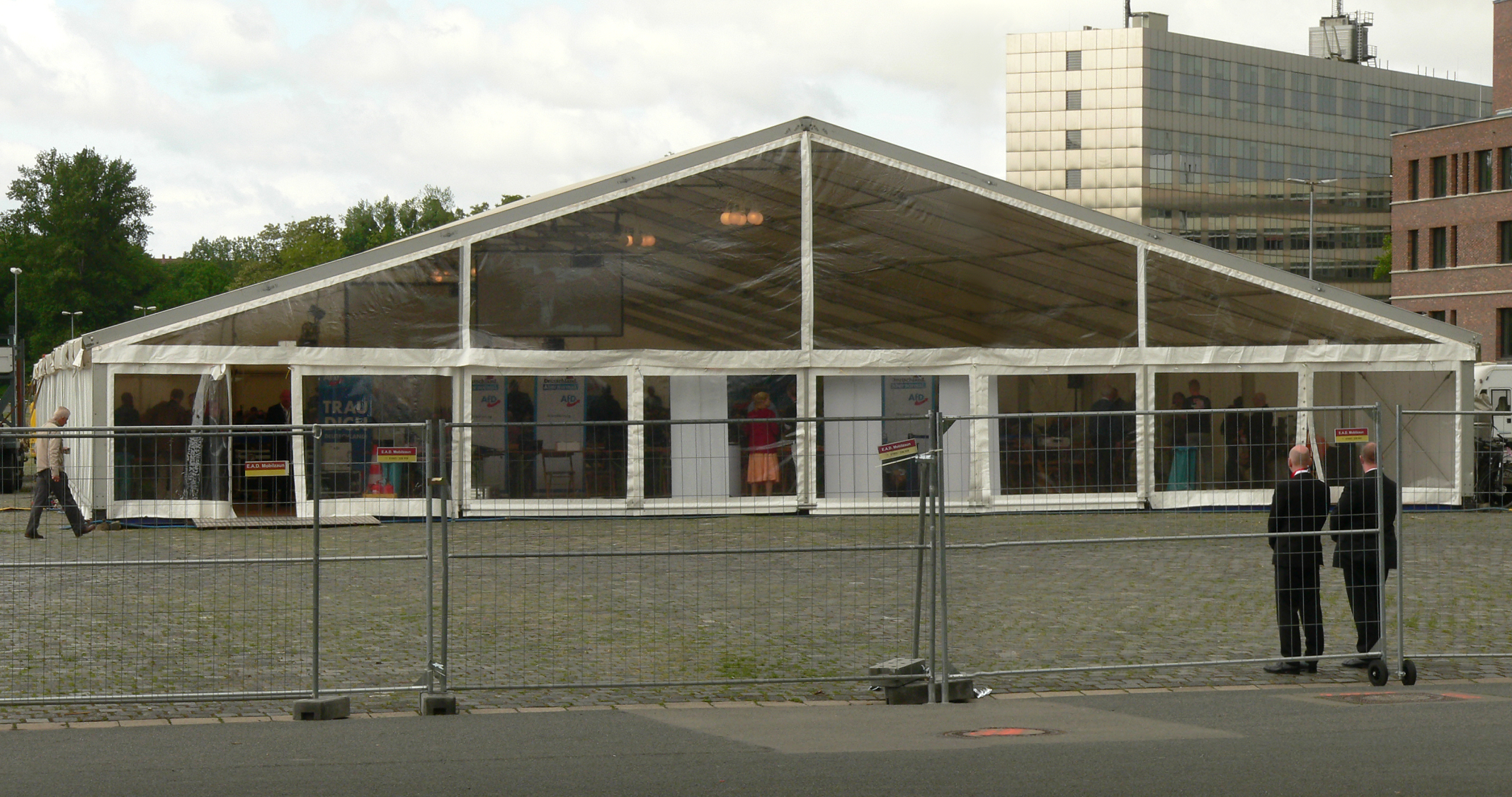
Landesparteitag am 28. Mai 2022 in einem Zelt auf dem Schützenplatz Hannover

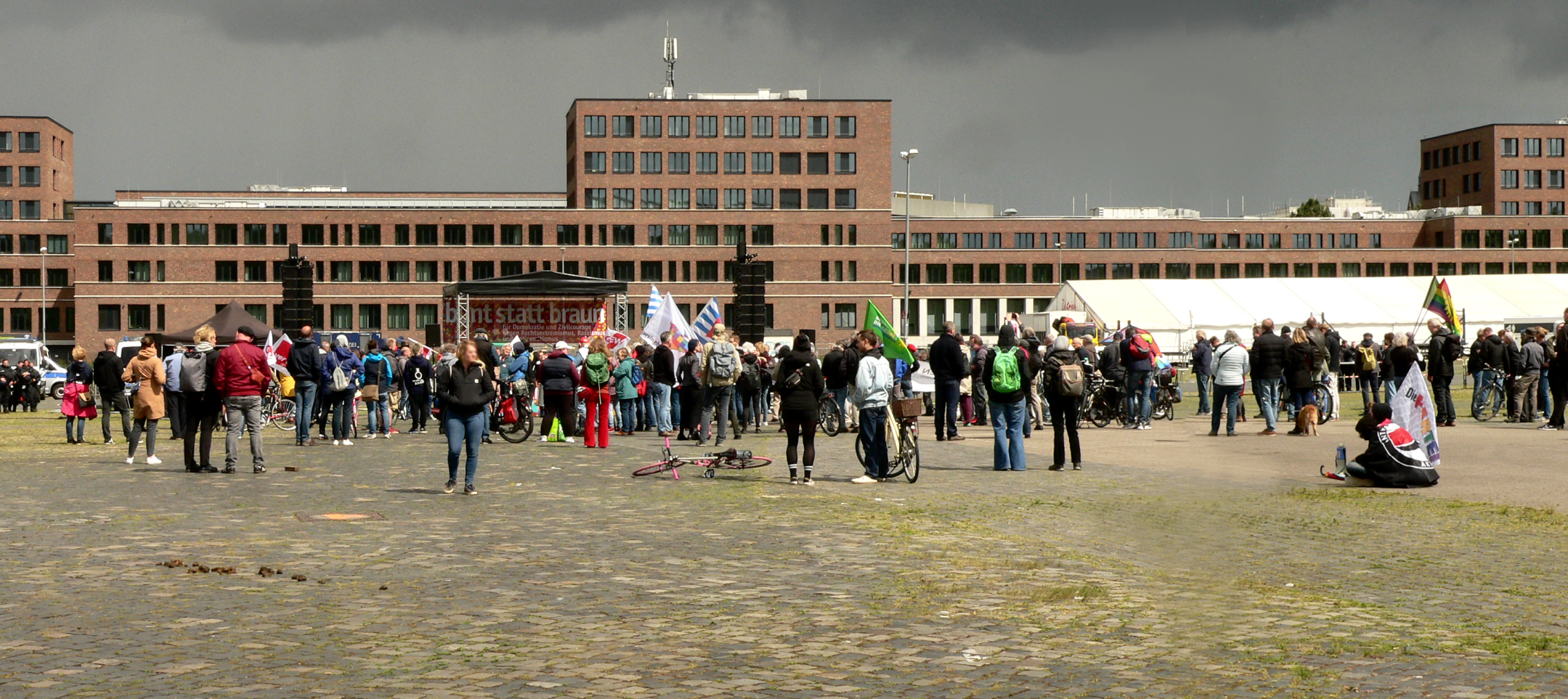
Gegenprotest des Bündnisses „Bunt statt braun“, im Hintergrund das Zelt des Landesparteitages

Der Landesparteitag der AfD Niedersachsen fand am 28. Mai 2022 in einem Zelt auf dem Schützenplatz Hannover statt, nachdem mehrere niedersächsische Städte der Partei die Nutzung von Veranstaltungsorten verweigert hatten. Der ursprünglich für zwei Tage angesetzte Parteitag wurde vorzeitig beendet. Zum neuen Vorsitzenden wurde der Bundestagsabgeordnete Frank Rinck ohne Gegenkandidaten gewählt. Der bisherige Landesvorsitzende Jens Kestner war nicht zur Wahl angetreten. Während der Veranstaltung gab es mehrere Gegenproteste. In den Morgenstunden versuchten 70 Personen die Zufahrtswege zum Parteitag zu blockieren. An einer Kundgebung des Bündnis „Bunt statt braun“ beteiligten sich 150, anderen Angaben nach 300 Personen.

### Landtagswahl 2022
Christopher Emden, Landtagsabgeordneter und zeitweise stellvertretender Landesvorsitzender, verließ im Juli 2022 die Partei. Er erhob Vorwürfe wegen Postenschacher und Käuflichkeit von Mandaten und Listenplätzen. Der stellvertretende Landesvorsitzende und für die Landtagswahl auf Listenplatz 2 gesetzte Ansgar Schledde wies die Vorwürfe zurück. Die Staatsanwaltschaft begann nach einer Strafanzeige mit Ermittlungen gegen Schledde wegen Untreue. Im Frühjahr gab in einem internen AfD-Rundbrief im Kreis Nienburg-Schaumburg der dortige Vorsitzende Michael Vogt detaillierte Tipps zur Bewaffnung bei Aufständen. Bei der Landtagswahl in Niedersachsen 2022 konnte die AfD ihren Stimmenanteil erhöhen und die Anzahl der Abgeordneten im niedersächsischen Landtag im Vergleich zur vorangegangenen Landtagswahl von neun auf 18 verdoppeln.

## Organisation
Die Parteiorgane des Landesverbands sind der Landesparteitag, der Landesvorstand, der Landeskonvent und die Landeswahlversammlung zur Bundestagswahl. Das Landesschiedsgericht entscheidet über parteiinterne Streitigkeiten und kann Mitglieder ausschließen. Die Landesgeschäftsstelle befindet sich in Hannover.

### Landesparteitag
Höchstes Parteiorgan ist der Landesparteitag. Er wählt den Landesvorstand, die Rechnungsprüfer sowie das Landesschiedsgericht. Der Landesparteitag findet grundsätzlich als Mitgliederversammlung statt. Wenn der Parteitag als Delegiertenversammlung durchgeführt wird, dann werden 250 Delegierte von den Kreisverbänden nach dem Sainte-Laguë-Verfahren entsendet.
| Nr.                   | Datum                                   | Ort                         | Landesvorsitzende(r) / Spitzenkandidat(in) | Wahlergebnis | Thema |
| --------------------- | --------------------------------------- | --------------------------- | ------------------------------------------ | ------------ | --- |
| 01. Landesparteitag   | 1. Mai 2013                             | Lüneburg                    | Ulrich Abramowski Bernd Lucke              | 070 % 100 %  | Gründung des Landesverbandes; Wahl des Landesvorstands Ungültige Wahl der Landesliste zur Bundestagswahl 2013                                              |
| Landeswahlversammlung | 26. Mai 2013                            | Lüneburg                    | Bernd Lucke                                | 100 %        | Wiederholung der Wahl der Landesliste zur Bundestagswahl 2013                                                                                              |
| 02. Landesparteitag   | 23. November 2013                       | Hannover                    | Armin-Paul Hampel                          | 051 %        | Neuwahl des Landesvorstandes Wahl der Delegierten zum Bundesparteitag und zur Europawahlversammlung                                                        |
| 03. Landesparteitag   | 4. Januar 2014                          | Hannover                    |                                            |              | Änderung der Landessatzung |
| 04. Landesparteitag   | 14./15. März 2015 18. April 2015        | Hannover                    | Armin-Paul Hampel                          |              | Neuwahl des Landesvorstandes; Neuwahl des Landesschiedsgerichts; Änderung der Landessatzung Wahl der Delegierten zum Bundesparteitag und zum Bundeskonvent |
| 05. Landesparteitag   | 17./18. September 2016                  | Hannover                    |                                            |              | Nachwahl von Landesvorstandsmitgliedern |
| Landeswahlversammlung | 3./4. Februar 2017 11./12. Februar 2017 | Hannover                    | Armin-Paul Hampel                          | 085 %        | Wahl der Landesliste zur Bundestagswahl 2017 |
| 06. Landesparteitag   | 25./26. März 2017                       | Hannover                    | Armin-Paul Hampel                          | 057 %        | Neuwahl des Landesvorstandes |
| Landeswahlversammlung | 4. August 2017 18./19. August 2017      | Walsrode Hessisch Oldendorf | Dana Guth                                  | 056 %        | Wahl der Landesliste und Beschluss des Wahlprogrammes zur Landtagswahl 2017                                                                                |
| 07. Landesparteitag   | 5. August 2017                          | Walsrode                    |                                            |              | Änderung der Finanz- und Beitragsordnung |
| 08. Landesparteitag   | 7./8. April 2018                        | Braunschweig                | Dana Guth                                  | 054 %        | Neuwahl des Landesvorstandes |
| 09. Landesparteitag   | 27./28. Oktober 2018                    | Oldenburg                   |                                            |              | Änderung der Landessatzung; Neuwahl des Landesschiedsgerichts; Resolution zum Globalen Migrationspakt                                                      |
| 10. Landesparteitag   | 12./13. September 2020                  | Braunschweig                | Jens Kestner                               | 052 %        | Neuwahl des Landesvorstandes |
| Landeswahlversammlung | 5./6. Dezember 2020                     | Braunschweig                | Joachim Wundrak                            | 054 %        | Wahl der Landesliste zur Bundestagswahl 2021 |
| 12. Landesparteitag   | 28. Mai 2022                            | Hannover                    | Frank Rinck                                | 77 %         | Neuwahl des Landesvorstandes |
| 13. Landesparteitag   | 19. August 2023                         | Celle                       |                                            |              | Änderung des Landessatzung und Finanzordnung; Wahl eines Generalsekretärs                                                                                  |
| 14. Landesparteitag   | 19.–21. April 2024                      | Unterlüß                    | Ansgar Schledde                            | 77,4 %       | Neuwahl des Landesvorstandes |

### Landesvorstand
Seit April 2024 setzt sich der Landesvorstand aus folgenden Mitgliedern zusammen:
| Landesvorsitzender                                           | Ansgar Schledde (MdL)                                                                    |
| 1. Stellvertretender Landesvorsitzender                      | Jens-Christoph Brockmann (MdL)                                                           |
| 2. Stellvertretende Landesvorsitzende                        | Delia Klages (MdL)                                                                       |
| 3. Stellvertretender Landesvorsitzender                      | Stephan Bothe (MdL)                                                                      |
| Schatzmeister                                                | Peer Lilienthal (MdL)                                                                    |
| Schriftführer                                                | Christian Dörhöfer                                                                       |
| Wahlkampfkoordinator                                         | Rocco Kever                                                                              |
|                                                              |                                                                                          |
| Beisitzer                                                    | Marcel Queckemeyer, Carsten Vogel, Dennis Jahn, Florian Meyer, Micha Fehre, Rudi Meißner |
|                                                              |                                                                                          |
| MdL = Mitglied des Landtages; MdB = Mitglied des Bundestages |                                                                                          |

### Landeskonvent
Der Landeskonvent ist für die Beratung des Landesvorstandes in politischen und organisatorischen Fragen der Partei zuständig und wird über die Arbeit des Landesvorstandes informiert. Er setzt sich zusammen aus den Mitgliedern des Landesvorstandes, den Delegierten der Kreisverbände und jeweils einem Delegierten der Landesfachausschüsse. Jeder Kreisverband ist mit einem Delegierten vertreten. Ab 50 Mitgliedern erhält der Kreisverband einen zweiten Delegierten, ab 151 Mitgliedern einen dritten Delegierten.

### Landesprogrammkommission und Landesfachausschüsse
Die Landesprogrammkommission ist für die Strukturierung der Landesfachausschüsse, deren Koordination und Abstimmung bei der Erstellung und Aktualisierung des Landesprogrammes sowie bei der Erstellung von Wahlprogrammen für Landtags- und Kommunalwahlen zuständig. Gemäß Satzung sind die Parteimitglieder bei der Ausarbeitung der programmatischen Positionen einzubinden. Dies erfolgt durch Mitgliederbefragungen, die von der Landesprogrammkommission beschlossen werden.
Die Landesprogrammkommission setzt sich aus einem Landesprogrammkoordinator und bis zu zwei weiteren Landesvorstandsmitgliedern sowie den Leitern oder einem jeweiligen Vertreter der Landesfachausschüsse zusammen. Der Landesprogrammkoordinator ist der Vorsitzende der Landesprogrammkommission.
Die Landesfachausschüsse sind für die Erarbeitung von Vorschlägen für programmatische Aussagen der Partei zu Themen ihres Fachbereiches zuständig und setzen sich aus den Mitgliedern des Landesverbandes zusammen. Die fachlich zuständigen Landtags- und Bundestagsabgeordneten Niedersachsens haben ein ständiges Teilnahmerecht.

### Kreisverbände
Der Landesverband Niedersachsen besteht derzeit aus 32 Kreisverbänden. Diesen Verbänden stehen Ansprechpartner vor, die im Wesentlichen Kommunikations- und Koordinationsaufgaben wahrnehmen und teilweise von den Mitgliedern gewählt sind. Nach der Kreisgliederung sollen Stadt- bzw. Ortsgruppen gebildet werden.
| Kreisverband                                             | Vorsitzende(r)              | Sitz                      |
| -------------------------------------------------------- | --------------------------- | ------------------------- |
| Ammerland                                                | Ute Treber                  |                           |
| Braunschweig                                             | Frank Weber                 | Braunschweig              |
| Celle                                                    | Jens Brockmann              |                           |
| Cloppenburg/Vechta                                       | Josef Kruse                 |                           |
| Cuxland                                                  | Peter Würdig, Olaf Kappelt  | Cuxhaven                  |
| Diepholz                                                 | Andreas-Dieter Iloff        | Rehden                    |
| Emsland-Vechte                                           | Ansgar Schledde             | Schüttorf                 |
| Friesland/Wilhelmshaven/Wittmund                         | Achim Postert               |                           |
| Gifhorn                                                  | Stefan Marzischewski-Drewes | Gifhorn                   |
| Göttingen                                                |                             | Duderstadt                |
| Goslar                                                   | Dirk Straten                | Goslar                    |
| Weserbergland (Landkreise Hameln-Pyrmont und Holzminden) | Delia Klages                | Hameln                    |
| Hannover-Land                                            | Dirk Brandes                |                           |
| Hannover                                                 | Jörn König                  | Hannover                  |
| Harburg                                                  | Rainer Sekula               | Buchholz in der Nordheide |
| Heidekreis                                               | Carsten Vogel               | Bad Fallingbostel         |
| Helmstedt                                                | Axel Waterkamp              | Helmstedt                 |
| Lüchow-Dannenberg                                        | Wilhelm von Gottberg        | Lüchow                    |
| Lüneburg                                                 | Stephan Bothe               | Lüneburg                  |
| Nienburg/Schaumburg                                      | Dirk Fischer                | Uchte                     |
| Northeim                                                 | Maik Schmitz                | Northeim                  |
| Oldenburg-Land/Wesermarsch/Delmenhorst                   | Harm Rykena                 |                           |
| Oldenburg (Oldb)                                         | Andreas Paul                |                           |
| Osnabrück                                                | Bodo Suhren                 | Osnabrück                 |
| Osterholz-Verden                                         |                             | Schwanewede               |
| Ostfriesland                                             | Reiner Osbild               |                           |
| Peine                                                    | Knut Kimm                   |                           |
| Rotenburg (Wümme)                                        | Marie-Thérèse Kaiser        | Rotenburg (Wümme)         |
| Salzgitter                                               | Michael Gröger              | Salzgitter                |
| Stade                                                    | Astrid zum Felde            | Steinkirchen              |
| Uelzen                                                   | Frank Rinck                 | Uelzen                    |
| Wolfenbüttel                                             | Jürgen Barnstorf-Brandes    | Wolfenbüttel              |
| Wolfsburg                                                | Stephanie Scharfenberg      | Wolfsburg                 |

### Parteivorsitzende
| Parteivorsitzende(r) | Parteivorsitzende(r) | Amtszeit                    |
| -------------------- | -------------------- | --------------------------- |
|                      | Ulrich Abramowski    | Mai 2013 – November 2013    |
| Armin-Paul Hampel    | Armin-Paul Hampel    | November 2013 – Januar 2018 |
| Dana Guth            | Dana Guth            | April 2018 – September 2020 |
| Jens Kestner         | Jens Kestner         | September 2020 – Mai 2022   |
|                      | Frank Rinck          | Mai 2022 – April 2024       |
|                      | Ansgar Schledde      | seit April 2024             |

### Fraktionsvorsitzende
| Fraktionsvorsitzende(r) | Fraktionsvorsitzende(r)     | Amtszeit |
| ----------------------- | --------------------------- | --- |
| Dana Guth               | Dana Guth                   | Oktober 2017 – September 2020 (Trat mit zwei weiteren Mitgliedern aus der Fraktion aus, was zu einer Fraktionsauflösung führte.) |
|                         | Stefan Marzischewski-Drewes | November 2022 – Februar 2024 |
| Klaus Wichmann          | Klaus Wichmann              | seit Februar 2024 |

### Junge Alternative Niedersachsen
Die Junge Alternative Niedersachsen ist der landesweit tätige Jugendverband der AfD Niedersachsen.
Nachdem der Aktivist der Identitären Bewegung Lars Steinke 2017 zum Landesvorsitzenden der AfD-Nachwuchsorganisation gewählt worden war, traten die Vorsitzenden der JA-Bezirksverbände Hannover und Lüneburg, Sven Larres und Mario Olsson aus Protest zurück. Steinke wurde im Juni 2019 aus der AfD ausgeschlossen.
Im September 2018 stellte das Niedersächsische Innenministerium die Weichen für die Beobachtung der JA Niedersachsen durch den Verfassungsschutz Niedersachsen. Auch die JA Bremen wird vom dortigen Verfassungsschutz beobachtet. Daraufhin zog der Bundesvorsitzende der JA Damian Lohr eine Selbstauflösung der JA Landesverbände in Betracht. Das diene dann „zum Schutze der Gesamtorganisation“. Für diesen möglichen formalrechtlichen Schritt wurde kurzfristig ein außerordentlicher JA-Bundeskongress einberufen. Sollten die Delegierten gegen die Auflösung stimmen, werde er als Bundesvorsitzender zurücktreten, stellte Lohr in Aussicht.
Am 4. November 2018 beschloss ein Bundeskongress der JA in Barsinghausen die Auflösung des Landesverbandes. Als Begründung wurden Verstöße gegen die Bundessatzung, die Ordnung der Organisation sowie die freiheitlich-demokratische Grundordnung der Bundesrepublik angegeben. Die Entscheidung wurde von Lohr ausdrücklich begrüßt.
Im April 2021 gründete sich Junge Alternative Niedersachsen erneut; Rebecca Seidler wurde zur Vorsitzenden gewählt. Sie war zuvor schon Beisitzerin im Landesvorstand der AfD Niedersachsen.

### „Der Flügel“ in Niedersachsen
Formal bundesweit im April 2020 aufgelöst, existieren die Strukturen des völkisch-nationalistischen Personenzusammenschlusses „Der Flügel“" nach Einschätzung u. a. des Niedersächsischen Verfassungsschutzes weiter und haben „innerhalb der Partei AfD Eingang in den parlamentarischen Raum gefunden.“ Seit März 2020 ist die Gruppierung Beobachtungsobjekt des Niedersächsischen Verfassungsschutzes.
Konkrete Initiativen zum Aufbau von Strukturen des Flügels sind durch gemeinsame Recherchen des WDR und des NDR belegt. Etwa 40 niedersächsische AfD-Politiker trafen sich im Februar 2021 in einem Lokal in Verden an der Aller. Mehrere Mitglieder des niedersächsischen Landesvorstandes, etwa Stephan Bothe, sowie mehrere Bundestagsabgeordnete, unter anderem der frühere AfD-Landesvorsitzende Armin Paul Hampel waren anwesend. Bei dem Treffen ging es immer wieder um eine Wiederbelebung des Flügels in der AfD in Niedersachsen unter dem Arbeitsnamen „Patrioten“. Dazu wurden ein Dutzend  „Regionalkoordinatoren“ ernannt, die unabhängig von den AfD-Kreisverbänden die Strukturen wieder aufbauen und „konspirativ“ agieren sollen. Hampel wurde zum Regionalkoordinator für Uelzen ernannt.

## Wählerschaft und Wahlergebnisse
Im Mai 2020 veröffentlichte das Göttinger Institut für Demokratieforschung eine Studie zum Sozialprofil, den politischen Einstellungen und der regionalen Stimmenverteilung der Partei in Niedersachsen bei der letzten Bundestags- und Landtagswahl sowie bei der Wahl zum europäischen Parlament. Die Studie zeigt unter anderem, dass die AfD besonders in den Städten Salzgitter und Delmenhorst ihre besten Ergebnisse im Land erringen kann, während gerade die katholisch geprägten Landkreise im Westen von Niedersachsen (bspw. Emsland, Vechta) durchgehend unter dem landesweiten Durchschnitt bleiben.
| Landtagswahlen | Landtagswahlen | Landtagswahlen | Landtagswahlen | Landtagswahlen | Landtagswahlen | Landtagswahlen              |
| Jahr           | Stimmenanzahl  | Stimmenanteil  | Direktmandate  | Sitze          | Platz          | Spitzenkandidat(in)         |
| -------------- | -------------- | -------------- | -------------- | -------------- | -------------- | --------------------------- |
| 2017           | 235.853        | 6,2 %          | 0/87           | 9/137          | 5.             | Dana Guth                   |
| 2022           | 396.839        | 11,0 %         | 0/87           | 18/146         | 4.             | Stefan Marzischewski-Drewes |

| 2016 | 812.645 | 7,8 % | 177/2326 |
| 2021 | 492.349 | 4,6 % | 113/2326 |

| 2016 | 262.256 | 2,9 % | 207/15496 |
| 2021 | 207.354 | 2,2 % | 202/15496 |

| Bundestagswahlen | Bundestagswahlen | Bundestagswahlen | Bundestagswahlen | Bundestagswahlen | Bundestagswahlen | Bundestagswahlen    |
| Jahr             | Stimmenanzahl    | Stimmenanteil    | Direktmandate    | Sitze            | Platz            | Spitzenkandidat(in) |
| ---------------- | ---------------- | ---------------- | ---------------- | ---------------- | ---------------- | ------------------- |
| 2013             | 165.875          | 3,7 %            | 0/30             | 0/66             | 6.               | Bernd Lucke         |
| 2017             | 422.362          | 9,1 %            | 0/30             | 7/66             | 4.               | Armin-Paul Hampel   |
| 2021             | 336.434          | 7,4 %            | 0/30             | 6/66             | 5.               | Joachim Wundrak     |
| 2025             | 894.057          | 17,8 %           | 0/30             | 13/65            | 3.               | Dirk Brandes        |

| Europawahlen | Europawahlen  | Europawahlen  | Europawahlen |
| Jahr         | Stimmenanzahl | Stimmenanteil | Platz        |
| ------------ | ------------- | ------------- | ------------ |
| 2014         | 160.342       | 5,4 %         | 4.           |
| 2019         | 297.385       | 7,9 %         | 4.           |
| 2024         | 523.014       | 13,2 %        | 3.           |

## Abgeordnete im niedersächsischen Landtag
Im 19. Niedersächsischen Landtag ist die Fraktion der AfD mit 18 Abgeordneten vertreten.

## Landesgruppe im Deutschen Bundestag

### 2017–2021
Die Landesliste zur Bundestagswahl 2017 wurde auf zwei jeweils zweitägigen Parteitagen am 4./5. Februar und am 11./12. Februar 2017 in Hannover aufgestellt. Mehrere Parteimitglieder legten Klagen vor dem Landgericht Lüneburg und dem Landesschiedsgericht der Partei gegen die Rechtmäßigkeit der Aufstellung der Kandidaten ein, die beide abgewiesen wurden. Daraufhin wurde die Landesliste bei der Landeswahlleitung eingereicht.
Insgesamt sieben Mandatsbewerber aus der Landesliste wurden in den 19. Deutschen Bundestag gewählt und bilden eine Landesgruppe innerhalb der AfD-Bundestagsfraktion.
| Mitglied der Fraktion | Einzug in den Bundestag über | Derzeitige Funktionen und Mitgliedschaften in der Fraktion und in der Partei |
| --------------------- | ---------------------------- | ---------------------------------------------------------------------------- |
| Thomas Ehrhorn        | Listenplatz 3                | –                                                                            |
| Dietmar Friedhoff     | Listenplatz 5                | Vorsitzender der Landesgruppe                                                |
| Armin-Paul Hampel     | Listenplatz 1                | Außenpolitischer Sprecher der AfD-Fraktion im Deutschen Bundestag            |
| Waldemar Herdt        | Listenplatz 7                | Stellvertretender Vorsitzender der Landesgruppe                              |
| Jens Kestner          | Listenplatz 6                | –                                                                            |
| Jörn König            | Listenplatz 2                | Parteiobmann im Sportausschuss                                               |
| Wilhelm von Gottberg  | Listenplatz 4                | –                                                                            |

### 2021–2025
| Mitglied der Fraktion | Einzug in den Bundestag über | Derzeitige Funktionen und Mitgliedschaften in der Fraktion und in der Partei |
| --------------------- | ---------------------------- | ---------------------------------------------------------------------------- |
| Dirk Brandes          | Listenplatz 6                | –                                                                            |
| Thomas Ehrhorn        | Listenplatz 3                | –                                                                            |
| Dietmar Friedhoff     | Listenplatz 4                | Vorsitzender der Landesgruppe                                                |
| Jörn König            | Listenplatz 5                | Stellvertretender Vorsitzender der Landesgruppe                              |
| Frank Rinck           | Listenplatz 2                | Landesvorsitzender                                                           |
| Joachim Wundrak       | Listenplatz 1                | –                                                                            |

### Seit 2025
| Mitglied der Fraktion | Einzug in den Bundestag über | Derzeitige Funktionen und Mitgliedschaften in der Fraktion und in der Partei |
| --------------------- | ---------------------------- | ---------------------------------------------------------------------------- |
| Dirk Brandes          | Listenplatz 1                |                                                                              |
| Jörn König            | Listenplatz 2                |                                                                              |
| Martin Sichert        | Listenplatz 3                |                                                                              |
| Danny Meiners         | Listenplatz 4                |                                                                              |
| Angela Rudzka         | Listenplatz 5                |                                                                              |
| Andreas Paul          | Listenplatz 6                |                                                                              |
| Micha Fehre           | Listenplatz 7                |                                                                              |
| Marcel Queckemeyer    | Listenplatz 8                |                                                                              |
| Stefan Henze          | Listenplatz 9                |                                                                              |
| Mirco Hanker          | Listenplatz 10               |                                                                              |
| Olaf Hilmer           | Listenplatz 11               |                                                                              |
| Rocco Kever           | Listenplatz 12               |                                                                              |
| Martina Uhr           | Listenplatz 13               |                                                                              |

## Beobachtung durch den Verfassungsschutz
Der AfD-Landesverband Niedersachsen wird vom Verfassungsschutz Niedersachsen im Bericht für 2021, unter anderem wegen Verbindungen zu rechtsextremistischen Organisationen und Protagonisten, als Verdachstobjekt eingestuft.
Zudem werden einzelne Mitglieder beobachtet, unter anderem der 2016 gewählte Vorsitzende des AfD-Kreisverbandes Diepholz, Andreas-Dieter Iloff, der bereits seit Mitte der 1990er Jahre in der rechtsextremen Szene aktiv ist. Zudem gebe es Hinweise auf die Zusammenarbeit der AfD-Jugendorganisation „Junge Alternative“ mit der rechtsextremen „Identitären Bewegung“ (siehe Abschnitt „Junge Alternative Niedersachsen“).